# 구스타프 로제
구스타프 로제(Gustav Rose, 1798년 3월 18일 – 1873년 7월 15일)는 베를린 출신의 독일 광물학자였다. 그는 1863년부터 1873년까지 독일 지질학회 회장을 역임했다.

## 삶
그는 베를린에서 약리학자 발렌틴 로제의 아들로 태어났다.
로제는 베를린 대학교를 졸업했으며, 그곳에서 광물학자 크리스티안 사무엘 바이스 (1780–1856)의 학생이었다. 그는 또한 스웨덴의 물리화학자 옌스 야코브 베르셀리우스 (1779–1848) 밑에서 스톡홀름에서 공부했다. 베르셀리우스와 함께 공부하는 동안 로제는 독일의 화학자 아일하르트 미처리히 (1794–1863)를 만났고, 그와 평생 우정을 유지했다. 로제는 미처리히의 동형성 법칙 개발에 도움을 주었다. 1826년에 그는 베를린에서 광물학의 부교수가 되었다. 1829년, 독일의 박물학자 알렉산더 폰 훔볼트 (1769–1859)와 크리스티안 고트프리트 에렌베르크 (1795–1876)와 함께 로제는 러시아 제국 전역을 가로지르는 과학 탐험에 참여했다. 러시아에서 그는 알타이와 우랄산맥, 그리고 카스피해 지역에서 광물학 연구를 수행했다. 1856년에는 왕립 광물학 박물관의 관장으로 임명되었다. 1863년부터 사망할 때까지 그는 독일 지질학회 회장이었다.

## 연구
구스타프 로제는 암석학과 결정학 분야에서 중요한 공헌을 했으며, 독일에서 반사 고니오미터 사용을 개척한 공로를 인정받고 있다. 그는 결정 형태와 광물의 물리적 특성 간의 관계에 특히 관심을 가졌다. 그는 화학, 동형성 및 형태학의 조합인 광물 시스템을 개발한 공로를 인정받고 있다.
로제는 석영, 장석, 화강암 및 트랩 암석의 광물학적 구성 요소에 대한 연구를 수행했다. 그는 운석과 콘드률 (일부 유형의 운석에서 발견되는 알갱이)에 대한 연구로 기억된다. 구스타프 체르마크 폰 세이세네크 (1836–1927) 및 아리스티데스 브레지나 (1848–1909)와 함께 "로제-체르마크-브레지나 운석 분류" 시스템이 개발되었다.
그는 러시아 광물학자 레프 알렉세비치 폰 페로프스키 (1792–1856)를 기리기 위해 이름 붙여진 페로브스카이트를 포함하여 과학에 새로운 많은 광물들을 식별했다. 로제 색의 광물인 로셀라이트는 로제의 이름을 따서 명명되었으며, 그는 하워다이트와 유크라이트라는 용어를 만들었다고 인정받고 있다.

## 선택된 출판물
- Elemente der Krystallographie (1830) – 결정학의 원소.
- Mineralogischgeognostische Reise nach dem Ural, dem Altai and dem Kaspische Meere (1837) Vol. 1; (1842) Vol. 2. – 우랄산맥, 알타이산맥 및 카스피해로의 광물학적-지질학적 여행.
- Das Krystallo-chemische Mineralsystem (1852) – 결정-화학적 광물 시스템.
- Rose, Gustav (1864). 《Beschreibung und Eintheilung der Meteoriten auf Grund der Sammlung im mineralogischen Museum zu Berlin》 (독일어). Berlin: Königlichen Akademie der Wissenschaften: in Commission bei F. Dümmler's Verlags-Buchhandlung Harrwitz und Gossmann. 161쪽. – 베를린 광물 박물관 소장품에 따른 운석의 설명 및 분류.

## 가족
그는 광물학자 하인리히 로제 (1795–1864)의 형제이자 저명한 외과의 에드문트 로제 (1836–1914)와 고전학자 발렌틴 로제 (1829–1916)의 아버지였다.

## 같이 보기
- 운석학 용어집